# 宇文莫珪
宇文 莫珪（うぶん ばくけい、拼音：Yŭwén Mòguī、生没年不詳）は、鮮卑宇文部の大人。父は宇文丘不勤。子は宇文遜昵延。『魏書』では道武帝（拓跋珪）の諱を避けて宇文莫廆と表記され、『晋書』や『資治通鑑』では宇文莫圭と表記される。

## 生涯
父の後を継いで大人となる。
宇文莫珪の時代に宇文部は強盛となり、彼は自ら単于を自称し、塞外の諸部はみな彼を恐れ憚ったという。
元康9年（299年）、宇文莫珪は子の宇文遜昵延を拓跋部に朝貢させ、拓跋禄官の長女と婚姻させた。
太安元年（302年）12月、宇文莫珪は弟の宇文屈雲に命じて慕容部の周辺の城を攻撃させた。宇文屈雲は宇文素延に別動隊を率いさせて慕容諸部を襲撃させた。慕容部の大人慕容廆は自ら軍を率いて宇文素延を迎撃し、これを撃ち破った。宇文素延はこの敗戦を大いに恥じ、雪辱を期して10万の兵を率いて慕容部の本拠地である棘城を包囲した。慕容廆は自ら甲冑を身に纏って出撃すると、宇文素延は再び敗れて軍を退いた。だが、百里に渡って追撃を受け、捕縛されるか討ち取られた者は1万人に上った。また、この敗戦により遼東人の孟暉が宇文部より離反し、数千家を引き連れて慕容廆に帰順した。
彼が没すると、子の宇文遜昵延が位を継いだ。没年は不明である。